# Hagu (Peudada)
Hagu is een bestuurslaag in het regentschap Bireuen van de provincie Atjeh, Indonesië. Hagu telt 430 inwoners (volkstelling 2010).